# Капустін Михайло Миколайович
Капустін Михайло Миколайович (11(23) січня 1828, Олександрівський повіт Катеринославської губ. — 11(23) листопада 1899, Петербург) — російський правознавець, фахівець з цивільного та міжнародного права, історії держави і права. Походив із давнього українського козацького роду. Дійсний таємний радник.

## Біографія
Закінчив юридичний факультет Московського університету (1849) зі ступенем кандидата. Викладав російське законознавство в 3-й московській реальній гімназії (1849—1852). Призначений екстраординарним професором Московського університету (1852), зайняв кафедру «загальнонародного», пізніше міжнародного права Московського університету. Склав магістерські іспити (грудень 1852). Захистив дисертацію «Дипломатичні зносини Росії із Західною Европою в другій половині XVII століття» (1853). Затверджено екстраординарним професором кафедри міжнародного права (1855). Обрано на посаду ординарного професора (1862). Доктор права (1865).